# Rejon Kara-Suu
Rejon Kara-Suu (kirg. Кара-Суу району; ros. Кара-Сууйский район) – rejon w Kirgistanie w obwodzie oszyńskim. W 2009 roku liczył 348 645 mieszkańców (z czego 54,3% stanowili Kirgizi, 38,5% – Uzbecy, 3% – Ujgurzy, 1,7% – Tadżycy, 1% – Turcy, 0,7% – Azerowie) i obejmował 60 953 gospodarstw domowych. Siedzibą administracyjną rejonu jest Kara-Suu.